# Vice-reis do Rio da Prata
O cargo de vice-rei foi a máxima autoridade local do Vice-Reino do Rio da Prata. Seu titular era nomeado pelo Rei da Espanha, do qual dependia politicamente.
O cargo foi criado em 1776 junto com o respectivo distrito, sendo o primeiro vice-rei Pedro de Cevallos. Baltasar Hidalgo de Cisneros é considerado o último vice-rei, já que foi deposto em 1810 durante a Revolução de Maio, iniciadora do processo independentista. No entanto, outros vice-reis foram nomeados posteriormente, ainda que com escassa autoridade efetiva devido aos movimentos revolucionários. 

## Lista histórica de vice-reis
| Imagem | Vice-Rei do Rio da Prata                                                                       | Período                                       | Obra de governo |
|        | Pedro Antonio de Cevallos Cortés y Calderón (1715 - 1778)                                      | 15 de outubro de 1777 - 12 de junho de 1778   | Designado por Carlos III. Sua obra mais importante como vice-rei foi protagonizar uma expedição para Colônia do Sacramento para expulsar aos portugueses da zona, o conseguindo com sucesso. Também durante seu governo se sancionou a Lei de Livre Comércio de 1778 que favoreceu o desenvolvimento de Buenos Aires declarando-a porto oficial e legal (condição que antes só dois portos ostentavam, no Panamá e no Peru) |
|        | Juan José de Vértiz y Salcedo (1719 - 1799)                                                    | 12 de junho de 1778 - 7 de março de 1784      | Foi designado em substituição de Cevallos depois da morte deste por Carlos III. Desenvolveu a economia regional colonizando terras desabitadas e instalando intendências por todo o vice-reino e fundou a Real Audiência de Buenos Aires. Realizou-se o primeiro censo, que revelou 37.000 portenhos. |
|        | Nicolás Francisco Cristóbal del Campo                                                          | 7 de março de 1784 - 4 de dezembro de 1789    | Foi designado por Carlos III depois da renúncia de seu predecessor, em sua obra de governo destaca-se ter fortalecido a Real Audiência de Buenos Aires. |
|        | Nicolás Antonio de Arredondo (1726 - 1802)                                                     | 4 de dezembro de 1789 - 16 de março de 1795   | Designado por Carlos IV. Iniciou a fortificação de Buenos Aires e fortificou a cidade de Montevideo. Dispôs conselhos a fim de que mantivessem a moralidade e combatessem os delitos. Protegeu a pecuária e deu apoio aos estancieiros. Em 1794 instalou-se o Consulado Real em Buenos Aires, que funcionava a modo de tribunal comercial.                                                                                  |
|        | Pedro de Melo de Portugal y Villena (1734 - 1797)                                              | 16 de março de 1795 - 15 de abril de 1797     | Designado por Carlos IV. Continuou com a política reformadora de seus predecessores e começou a defender a capital do vice-reino e Montevideo dos avanços portugueses e britânicos na zona. Faleceu em exercício do cargo, de maneira imprevista. |
|        | Real Audiência de Buenos Aires                                                                 | 15 de abril - 2 de maio de 1797               | Exerce interinamente por um curto tempo, e portanto não realizou reformas. Ante a ausência de um substituto nas colônias, a Real Audiência tinha a responsabilidade de esperar a chegada do mesmo mantendo a ordem. |
|        | Antonio Olaguer Feliú (1742 - 1813)                                                            | 2 de maio de 1797 - 14 de maio de 1799        | Enfrentou-se aos avanços britânicos e portugueses na zona. Autorizou a entrada de navios estrangeiros e neutros ao porto de Buenos Aires para estimular o comércio do vice-reino, afetado pela situação instável europeia. |
|        | Gabriel de Avilés y del Fierro (1735 - 1810)                                                   | 14 de maio de 1799 - 20 de maio de 1801       | Designado por Carlos IV |
|        | Joaquín del Pino Sánchez de Rozas Romero y Negrete (1729 - 1804)                               | 20 de maio de 1801 - 11 de abril de 1804      | Designado por Carlos IV, faleceu no exercício do cargo. Entre suas obras destaca-se ter-lhe dado o cargo de governador de Misiones a Santiago de Liniers. Este aproveitou a situação para enfrentar os portugueses por causa das usurpadas Missões Orientais, mas Del Pino não lhe deu o apoio necessário e retirou-o de seu cargo em julho de 1802.                                                                        |
|        | Rafael Núñez Castillo Angulo y Bullón Ramírez de Arellano, marqués de Sobremonte (1745 - 1827) | 23 de abril de 1804 - 10 de fevereiro de 1807 | Foi designado por Carlos IV. Como resultado da rejeição à primeira invasão inglesa em Buenos Aires (1806), um Cabildo aberto de Buenos Aires resolveu que o vice-rei entregaria o poder político à Real Audiência e o comando militar a Liniers, herói da reconquista de Buenos Aires, que foi nomeado em sua substituição.                                                                                                 |
|        | Santiago Antonio María de Liniers y Bremont (1753 - 1810)                                      | 10 de fevereiro de 1807 - 30 de junho de 1809 | vice-rei interino, confirmado por Carlos IV e mais tarde destituído pela Junta Central. Francês de nascimento, acedeu ao poder ratificado pelo Cabildo Aberto após seu triunfo contra a Primeira Invasão Inglesa em Buenos Aires. No entanto, por causa de sua nacionalidade, foi removido de seu cargo em meio às Guerras Napoleônicas.                                                                                    |
|        | Baltasar Hidalgo de Cisneros y La Torre (1755 - 1829)                                          | 30 de junho de 1809 - 25 de maio de 1810      | Designado pelas Cortes de Cádiz, foi deposto pela Revolução de Maio, durante seu governo não se desenvolveram obras de grande importância, devido à situação que imperava na Espanha, não obstante evitou que a notícia chegasse a Buenos Aires, apesar de esta finalmente ter chegado em 17 de maio de 1810. |